# George M. Stratton
George Malcolm Stratton (né le 26 septembre 1865 – mort le 8 octobre 1957) est un psychologue américain, pionnier de l'étude du système visuel humain. Ses études sur la vision binoculaire, notamment à l'aide de lunettes à vision inversée, ainsi que sur les illusions d'optiques, ont inspiré maintes études ultérieures.
Élève de Wilhelm Wundt, il a fondé l'un des premiers laboratoires de psychologie expérimentale en Amérique à l'université de Californie à Berkeley. Il a d'ailleurs été le premier dirigeant du département de psychologie de la même institution. Membre de l'Académie nationale des sciences, il a présidé l'Association américaine de psychologie en 1908.

## Biographie

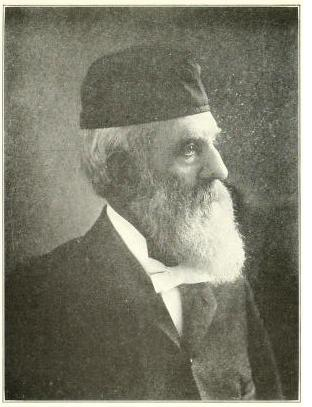
James Stratton, père de George Stratton.

Fils de James Thompson Stratton et Cornelia A. Smith Stratton, George Stratton naît et grandit dans la région d'Oakland (Californie), au sein d'une famille profondément enracinée en Amérique. Il fait des études à l'université de Californie, puis une M.A. à l'université Yale et un Ph.D. à l'université de Leipzig. À cette époque, il épouse Alice Miller à l'Église épiscopalienne méthodiste de Berkeley,. Le couple aura trois enfants : Malcolm, Elenore et Florence Stratton,.
Au début des années 1900, Stratton part pour l'université Johns-Hopkins et y travaille quelques années avant de revenir à Berkeley. À cette époque, il étudie la sensation et la perception, notamment les effets physiologiques engendrés par différentes inversions des stimuli.
Lors de la Première Guerre mondiale, Stratton sert dans l'armée, développant des tests psychologiques permettant de sélectionner du personnel d'aviation pour l'United States Army Aviation Branch. Son expérience de la guerre l'amène à s'intéresser aux relations internationales et aux causes de la guerre. Pacifiste, Stratton croit que la psychologie peut faire sa part pour aider l'humanité à éviter de futures guerres.
Stratton prend sa retraite en 1935, mais continue son travail à l'université. Il meurt le 8 octobre 1957, un an après la mort de sa femme, à l'âge de 92 ans.